# Grondspeling

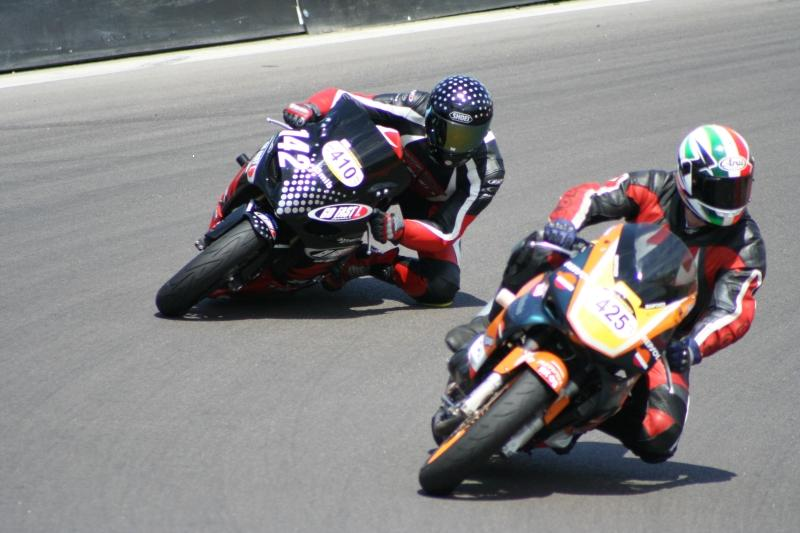
De een gebruikt meer grondspeling dan de ander

Grondspeling is de hellingshoek die een motorfiets of fiets in een bocht kan maken zonder dat andere delen dan de banden de grond raken. 
Grondspeling is voornamelijk belangrijk bij sportieve motorfietsen en dient niet te worden verward met bodemvrijheid. 
Rijdt een wielrenner door de bocht, dan zal hij ophouden met trappen en de trapper aan de binnenkant hoog houden.
- Zie ook: knee down